# Rutledge (Missouri)
Rutledge is een plaats (town) in de Amerikaanse staat Missouri, en valt bestuurlijk gezien onder Scotland County.

## Demografie
Bij de volkstelling in 2000 werd het aantal inwoners vastgesteld op 103.
In 2006 is het aantal inwoners door het United States Census Bureau geschat op eveneens 103.

## Geografie
Volgens het United States Census Bureau beslaat de plaats een oppervlakte van
0,3 km², geheel bestaande uit land. Rutledge ligt op ongeveer 214 m boven zeeniveau.

## Plaatsen in de nabije omgeving
De onderstaande figuur toont nabijgelegen plaatsen in een straal van 20 km rond Rutledge.